# Герлі (Небраска)
Герлі (англ. Gurley) — селище (англ. village) в США, в окрузі Шаєнн штату Небраска. Населення — 187 осіб (2020).

## Географія
Герлі розташоване за координатами 41°19′17″ пн. ш. 102°58′28″ зх. д. / 41.32139° пн. ш. 102.97444° зх. д. (41.321393, -102.974419).  За даними Бюро перепису населення США в 2010 році селище мало площу 0,48 км², уся площа — суходіл.

## Демографія
Згідно з переписом 2010 року, у селищі мешкало 214 осіб у 96 домогосподарствах у складі 56 родин. Густота населення становила 442 особи/км².  Було 116 помешкань (240/км²).
Расовий склад населення:
| - 96,7 % — білих - 1,9 % — корінних американців - 0,5 % — чорних або афроамериканців |

До двох чи більше рас належало 0,5 %. Частка іспаномовних становила 10,3 % від усіх жителів.
За віковим діапазоном населення розподілялося таким чином: 19,6 % — особи молодші 18 років, 64,0 % — особи у віці 18—64 років, 16,4 % — особи у віці 65 років та старші. Медіана віку мешканця становила 45,2 року. На 100 осіб жіночої статі у селищі припадало 114,0 чоловіків;  на 100 жінок у віці від 18 років та старших — 100,0 чоловіків також старших 18 років.
Середній дохід на одне домашнє господарство  становив 50 211 долар США (медіана — 43 625), а середній дохід на одну сім'ю — 63 675 доларів (медіана — 50 250). За межею бідності перебувало 7,0 % осіб, у тому числі 0,0 % дітей у віці до 18 років та 24,4 % осіб у віці 65 років та старших.
Цивільне працевлаштоване населення становило 101 осіб. Основні галузі зайнятості: роздрібна торгівля — 23,8 %, освіта, охорона здоров'я та соціальна допомога — 21,8 %, виробництво — 12,9 %, транспорт — 7,9 %.